# AllTrails
AllTrails est une plateforme mondiale d'activités de fitness et de plein air qui permet aux utilisateurs d'accéder à une base de données d'itinéraires sélectionnés dans le cadre d'activités de plein air, et de l'utiliser. Le service peut être employé pour différents sports de plein air, tels que la randonnée, le cyclisme et les sports d'hiver, et est utilisable via un site web et une application Android et iOS.
La société a été fondée aux États-Unis en 2010 dans le cadre du programme d'accélération AngelPad, et est basée à San Francisco. Depuis 2018, l'entreprise a poussé son expansion sur le marché européen de l'outdoor avec la localisation de la plateforme dans les langues européennes courantes et l'acquisition, entre autres, de la communauté en ligne sportive allemande GPSies.com.

## Entreprise

### Gestion de l'entreprise
AllTrails LLC. est entièrement financée par des fonds propres. La société de capital de croissance Spectrum Equity est devenue le principal actionnaire de la société en 2018. Les autres investisseurs de AllTrails LLC. comprennent les sociétés de capital-risque CampVentures et Great Oaks Venture Capital, ainsi que les investisseurs privés Olivier Chaine et Matthew Kimball.

### Histoire
AllTrails a été fondée et lancée en 2010 par Russell Cook avec l'aide du programme d'incubation d'AngelPad. L'année suivante, AllTrails a annoncé un financement d'amorçage de la part des sociétés de capital-risque 500 Startups et 2020 Ventures dans un tour de table qui a finalement abouti à la vente de la société. L'application smartphone de la plateforme a été lancée en 2011.
En 2012, la société a annoncé une collaboration avec NatGeo Maps. Dans le cadre de cette collaboration, le site Topo.com de National Geographic a été fusionné avec AllTrails, ce qui a permis d'élargir l'offre de cartes d'AllTrails, Grâce à cette collaboration, AllTrails a enregistré pour la première fois un million d'installations de l'application. En 2013, AllTrails a reçu un capital d'amorçage supplémentaire de la part des sociétés américaines de capital-risque CampVentures, Great Oaks Ventures et NOMO Ventures, ainsi que des investisseurs privés Olivier Chaine et Matthew Kimball.
En août 2016, AllTrails, a annoncé l'acquisition de la plateforme de plein air EveryTrail, détenue par TripAdvisor.
Grâce à une prise de participation de 75 millions de dollars de la part de la société de capital de croissance Spectrum Equity, l'entreprise a largement étendu ses activités en 2018. Dans le cadre de cette prise de participation, Ben Spero et Matt Neidlinger de Spectrum Equity ont également rejoint le conseil d'administration d'AllTrails LLC.
En juillet 2019, l'entreprise a également acquis le site américain de plein air Trails.com.